# Kondompflicht
Die Kondompflicht, auch Kondomzwang, verpflichtet zur Verwendung von Kondomen beim Geschlechtsverkehr in der Sexarbeit als Schutz vor HIV und anderen sexuell übertragbaren Krankheiten (STI).

## Deutschland
In Deutschland wurde erstmals mit dem Prostituiertenschutzgesetz (ProstSchG) in § 32 Abs. 1 bundesweit eine allgemeine Kondompflicht ab 1. Juli 2017 im Bereich der Prostitution eingeführt.
Dem sind einige Regelungen in verschiedenen Bundesländern vorausgegangen. Bayern führte in seiner Verordnung zur Verhütung übertragbarer Krankheiten mit Wirkung zum 16. Mai 2001 einen Kondomzwang für weibliche wie männliche Prostituierte und deren Freier ein. 2009 wies das Verwaltungsgericht Augsburg die Klage einer Bordell-Geschäftsführerin gegen die Kondompflicht in den öffentlich zugänglichen Räumen ihres Hauses ab. Im Saarland wurde die Kondompflicht im Februar 2014 eingeführt. Der Berufsverband erotische und sexuelle Dienstleistungen sprach sich im September 2014 gegen die Einführung einer gesetzlichen Kondompflicht aus, weil die Kontrolle der Einhaltung ohne unangemessene Repressionen nicht möglich sei.
Bei Verstößen gegen die Kondompflicht sind Geldbußen von bis zu 50.000 Euro für die Kunden vorgesehen, die Prostituierten werden entgegen früheren Planungen für Verstöße gegen die Kondompflicht nicht mit Geldbuße bedroht. Ebenso ist die Werbung für entgeltlichen Geschlechtsverkehr ohne Kondom gemäß § 32 Abs. 3 ProstSchG verboten und kann mit bis zu 10.000 Euro Geldbuße geahndet werden (§ 33 Abs. 3 ProstSchG).

## Vereinigte Staaten
In den Vereinigten Staaten von Amerika führte das HIV-Risiko in der Pornoindustrie und insbesondere die im August 2013 bekannt gewordene HIV-Infektion der Pornodarstellerin Cameron Bay zu einem Umdenken. Im Los Angeles County wurde 2012 die Kondompflicht bei Pornodreharbeiten eingeführt, die von Pornoproduzenten bekämpft wird. 2012 erklärte Steven Hirsch, Geschäftsführer von Vivid Entertainment Group, man werde den Bundesstaat Kalifornien verlassen, wenn eine Kondompflicht Gesetz werden würde, da sich Filme, in denen Kondome benutzt werden, nicht verkaufen würden. Der Abgeordnete Isadore Hall brachte 2013 im kalifornischen Parlament einen Gesetzentwurf ein, der die Kondompflicht im gesamten Bundesstaat Kalifornien einführen soll. Dieser wurde abgelehnt.